# Braun Strowman
Pour les articles homonymes, voir Scherr.
Adam Joseph Scherr (né le 6 septembre 1983 à Sherrills Ford (Caroline du Nord)) est un homme fort, catcheur (lutteur professionnel) et acteur américain. Il travaille actuellement à la World Wrestling Entertainment, dans la division SmackDown, sous le nom de Braun Strowman.
Il est aussi connu pour son travail sur le circuit indépendant, sous le nom d'Adam Scherr.
Il se fait connaître comme homme fort au début des années 2010 avant de signer un contrat avec la WWE en 2013. Il apparaît pour la première fois dans les principales émissions télévisés de cette fédération en 2015. Il est alors un des membres du clan Wyatt Family dirigé par Bray Wyatt. Par la suite, il lutte seul et est rapidement mis en valeur en participant à de nombreux matchs pour le championnat universel de la WWE. Il remporte une fois le championnat par équipes de RAW avec un fan du nom de Nicholas. Il rajoute à son palmarès le championnat intercontinental , la mallette du Money in the Bank ladder match en 2018 et le championnat universel de la WWE. La WWE le renvoie en juin 2021 avant qu'il ne fasse son retour dans la compagnie en septembre 2022.

## Carrière d'homme fort
Il commence sa carrière d'homme fort le 5 novembre 2011 à la compétition NAS US Amateur National Championship qu’il remporte, il obtient par ce biais la carte professionnelle de la Strongman Corporation. Il emporte en 2012 le titre de l'Arnold Amateur Strongman World Championship. Cette victoire lui permet de participer aux Arnold Strongman Classic en 2013, qu'il ne remporte pas. Il participe également en 2012 aux Giants Live Poland (en Pologne) où il arrive à la 7e place. Entre 2010 et 2012, Scherr remportera au total 7 compétitions de Strongman, faisant de lui une des références mondiales.

## Carrière de catcheur

### World Wrestling Entertainment (2013-2021)

#### NXT (2013-2015)
On apprend le 12 mai 2013 qu'Adam Scherr signe au centre de performance de la WWE. Il entre ensuite au centre de développement de la WWE à NXT en Floride où il prend le nom de Braun Strowman.
Il dispute son premier combat lors d'un live event de NXT en Floride le 19 décembre 2014 face à Chad Gable, combat qu'il remporte.

#### The Wyatt Family (2015-2016)

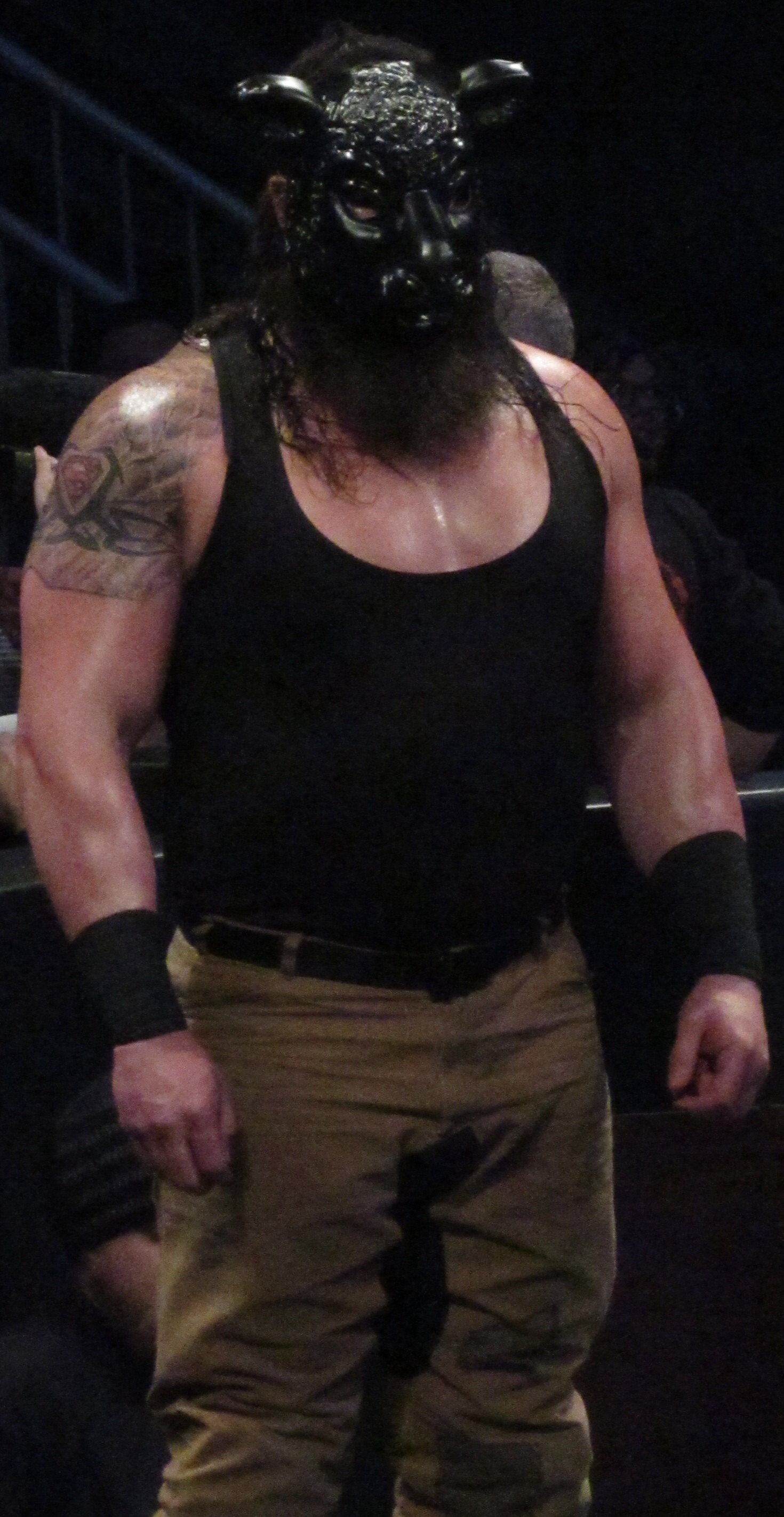
Braun Strowman faisant partie du clan des Wyatt Family.

Le 24 août 2015 à Raw, il fait sa première apparition avec un masque de mouton noir, et fait perdre Bray Wyatt et Luke Harper par disqualification face à Dean Ambrose et Roman Reigns, en attaquant les adversaires des deux premiers. La semaine suivante à Raw, il dispute son premier match en battant Dean Ambrose. Le 20 septembre à Night of Champions, Bray Wyatt, Luke Harper et lui battent Dean Ambrose, Roman Reigns et Chris Jericho dans un 6-Man Tag Team Match.
Le 13 décembre à TLC, le quatuor bat les ECW Originals et les Dudley Boyz dans un 8-Man Tag Team Elimination Tables Match.
Le 24 janvier 2016 au Royal Rumble, il entre dans le Royal Rumble masculin en 17e position, élimine Kane, Big Show, Sami Zayn et Mark Henry (avec l'aide d'Erick Rowan et Luke Harper), avant d'être lui-même éliminé par Brock Lesnar. Le 21 février à Fastlane, Erick Rowan, Luke Harper et lui perdent face à Big Show, Kane et Ryback dans un 6-Man Tag Team Match.

#### Débuts en solo et rivalité avec Sami Zayn (2016)
Le 19 juillet à SmackDown Live, lors du Draft, il est annoncé être officiellement transféré à Raw, ce qui marque son départ de la Wyatt Family et le début de sa carrière en solo. Le 23 juillet à Battleground, la Wyatt Family bat le New Day dans un 6-Man Tag Team Match. Deux soirs plus tard à Raw, il fait ses débuts en solo dans le show rouge, avec une nouvelle musique d'entrée et un nouveau look, puis bat facilement James Ellsworth, qui faisait lui aussi ses débuts.
Le 20 novembre aux Survivor Series, l'équipe Raw (Kevin Owens, Chris Jericho, Roman Reigns, Seth Rollins et lui) perd face à celle de SmackDown (AJ Styles, Dean Ambrose, Shane McMahon, Bray Wyatt et Randy Orton) dans un 5-on-5 Traditional Survivor Series Man's Elimination Match. Le 18 décembre à Roadblock: End of the Line, il perd face à Sami Zayn dans un match limité à 10 minutes.

#### Rivalités avec Roman Reigns et Brock Lesnar pour le titre Universel de la WWE (2017-2018)
Le 29 janvier 2017 au Royal Rumble, il permet à Kevin Owens de battre Roman Reigns et conserver son titre Universel de la WWE dans un No Disqualification Match, en intervenant sur son adversaire pendant le match. Plus tard dans la soirée, il entre dans le Royal Rumble masculin en 7e position, mais se fait éliminer par Baron Corbin. Le 5 mars à Fastlane, il perd face au Samoan.
Le 30 avril à Payback, il bat le même adversaire dans un match revanche. 
Le 9 juillet à Great Balls of Fire, il bat Roman Reigns dans un Ambulance Match. Après le combat, son adversaire l'attaque, l'enferme dans le véhicule et l'écrase contre un camion. Le 20 août à SummerSlam, il ne remporte pas le titre Universel de la WWE, battu par Brock Lesnar dans un Fatal 4-Way Match, qui inclut également Roman Reigns et Samoa Joe. Le 24 septembre à No Mercy, il ne remporte pas le titre universel de la WWE, battu par Brock Lesnar.
Le 22 octobre à TLC, The Bar, Kane, The Miz et lui perdent face à Seth Rollins, Dean Ambrose et Kurt Angle dans un 5-on-3 Handicap TLC Match. Le 19 novembre aux Survivor Series, l'équipe Raw (Kurt Angle, Samoa Joe, Finn Bálor, Triple H et lui) bat celle de SmackDown (Shane McMahon, Bobby Roode, John Cena, Shinsuke Nakamura et Randy Orton). Après le match, il porte deux Oklahoma Stampede sur The Game, après que ce dernier ait attaqué le capitaine de son équipe.
Le 29 janvier 2018 au Royal Rumble, il ne remporte pas le titre Universel de la WWE, battu par Brock Lesnar dans un Triple Threat Match, qui inclut égalemet Kane. Le lendemain lors de Mixed Match Challenge, Alexa Bliss et lui battent Becky Lynch et Sami Zayn. Le 25 février à Elimination Chamber, il perd un Elimination Chamber Match face à Roman Reigns, après avoir successivement éliminé The Miz, Elias, John Cena, Finn Bálor et Seth Rollins, ne devenant pas aspirant n°1 au titre Universel de la WWE à WrestleMania 34. Le 6 mars lors de Mixed Match Challenge, Alexa Bliss et lui battent Naomi et Jimmy Uso.

#### Champion par équipes deRaw, gagnant du Greatest Royal Rumble et Mr. Money in the Bank (2018)
Le 20 mars lors des demi-finales du tournoi Mixed Match Challenge, Alexa Bliss et lui perdent face à The Miz et Asuka.
Le 8 avril à WrestleMania 34, Nicholas et lui deviennent les nouveaux champions par équipe de Raw en battant The Bar (le petit garçon est le fils de l'arbitre John Cone), remportant les titres pour la première fois de sa carrière. Le lendemain à Raw, Nicholas et lui rendent les titres par équipe de Raw vacants, à cause du jeune âge de l'enfant. Le 27 avril au Greatest Royal Rumble, il entre dans le Royal Rumble en 41e position et le remporte en éliminant en dernier Big Cass. Il bat également le record du nombre d'éliminations du Royal Rumble 2014 de Roman Reigns, avec treize éliminations. Le 6 mai à Backlash, Bobby Lashley et lui battent Kevin Owens et Sami Zayn. À la fin du match, il porte sa Running Powerslam sur ces derniers. Le 17 juin à Money in the Bank, il remporte la mallette, battant ainsi Bobby Roode, Finn Bálor, Kevin Owens, Kofi Kingston, Rusev, Samoa Joe et The Miz.
Le 15 juillet à Extreme Rules, il perd face à Kevin Owens dans un Steel Cage Match, après l'avoir lancé à l'extérieur du ring depuis le haut de la cage. Le 19 août à SummerSlam, il conserve sa mallette en battant Kevin Owens en moins de 2 minutes. Le 27 août à Raw, il annonce à Roman Reigns utiliser sa mallette sur lui, et l'affrontera dans un Hell in a Cell Match pour le titre Universel de la WWE à Hell in a Cell. Plus tard dans la soirée, le Samoan et lui battent Dolph Ziggler et Drew McIntyre par disqualification, car il effectue un Heel Turn en attaquant son propre partenaire, repoussant également Dean Ambrose et Seth Rollins venus aider leur frère, avant de poser avec ses deux nouveaux compagnons. Le 16 septembre à Hell in a Cell, son match contre Roman Reigns se termine en No Contest, car Brock Lesnar intervient dans le match et les attaque tous les deux. Il devient ainsi la quatrième Superstar à échouer dans l'encaissement de sa mallette après John Cena, Damien Sandow et Baron Corbin.
Le 6 octobre à Super Show-Down, Dolph Ziggler, Drew McIntyre et lui perdent face au Shield dans un 6-Man Tag Team Match. Le 9 octobre lors de Mixed Match Challenge, Ember Moon et lui battent la Team B'n'B (Finn Bálor et Bayley). Le 15 octobre à Raw, les trois hommes perdent de nouveau face aux mêmes adversaires dans un 6-Man Tag Team Match. Après le combat, il porte un Oklahoma Stampede sur son ancien premier partenaire, avant que le second ne lui porte un Claymore Kick.

#### Rivalités avec Brock Lesnar et Baron Corbin (2018-2019)
Le 2 novembre à Crown Jewel, il ne remporte pas le titre Universel de la WWE, battu par Brock Lesnar, ayant été frappé à la tête par Baron Corbin avant le combat. Le 18 novembre aux Survivor Series, l'équipe Raw (Drew McIntyre, Dolph Ziggler, Bobby Lashley, Finn Bálor et lui) bat l'équipe SmackDown (Samoa Joe, The Miz, Rey Mysterio, Jeff Hardy et Shane McMahon).
Le lendemain à Raw, Elias, Finn Bálor et lui voient leur 6-Man Tag Team Elimination Match face à Baron Corbin, Drew McIntyre et Bobby Lashley se terminer en No Contest, car les trois Heels l'attaquent. Le premier lui écrase le bras droit avec les marches d’escalier du ring. Il va devoir subir une opération au coude et sera absent entre 2 et 6 semaines.
Le 16 décembre à TLC, il fait son retour avec son coude en écharpe. Aidé par Bobby Roode, Chad Gable, Apollo Crews, Finn Bálor et Heath Slater, il bat Baron Corbin dans un No Disqualification Match, mettant ainsi fin aux fonctions de GM par intérim de Raw de son adversaire, et obtenant un match pour le titre Universel de la WWE au Royal Rumble.
Le 14 janvier 2019 à Raw, il détruit la limousine de Vince McMahon, perdant ainsi son opportunité d'affronter Brock Lesnar pour le titre universel de la WWE au Royal Rumble[réf. nécessaire]. Le 27 janvier au Royal Rumble, il entre dans le Royal Rumble masculin en 27e position, mais se fait éliminer en dernier par Seth Rollins. Le 17 février à Elimination Chamber, il perd face à Baron Corbin, ce dernier ayant reçu l'aide de Drew McIntyre et Bobby Lashley.
Le 7 avril lors du pré-show à WrestleMania 35, il remporte la Andre the Giant Battle Royal.

#### Rivalité avec Bobby Lashley et double champion par équipe deRaw(2019)
Le 7 juin à Super ShowDown, il bat Bobby Lashley.
Le 14 juillet à Extreme Rules, il bat Bobby Lashley dans un Last Man Standing Match. Le 19 août à Raw, il bat AJ Styles par disqualification, à la suite de l'intervention extérieure de Luke Gallows, mais ne remporte pas le titre des États-Unis de la WWE. Attaqué par le trio du OC, il est soutenu par Seth Rollins qui lui vient en aide. Plus tard dans la soirée, The Architect et lui deviennent les nouveaux champions par équipe de Raw en battant les Good Brothers. Le 15 septembre à Clash of Champions, Seth Rollins et lui perdent face aux Dirty Dawgs, ne conservant pas leurs titres. Plus tard dans la soirée, il ne remporte pas le titre Universel de la WWE, battu par The Architect.

#### Champion Intercontinental de la WWE (2019-2020)
Le 11 octobre à SmackDown, lors du Draft, il est annoncé être officiellement transféré au show bleu par Stephanie McMahon[réf. nécessaire]. Le 31 octobre à Crown Jewel, il perd face à Tyson Fury par Count Out.
Le 26 janvier 2020 au Royal Rumble, il entre dans le Royal Rumble masculin en 14e position, mais Keith Lee et lui se font éliminer en même temps par Brock Lesnar. Le 31 janvier à Super SmackDown, il devient le nouveau champion intercontinental de la WWE en battant Shinsuke Nakamura, remportant le premier titre solo de sa carrière. Le 8 mars à Elimination Chamber, il perd face à Sami Zayn, Shinsuke Nakamura et Cesaro dans un 1-on-3 Handicap Match, ne conservant pas son titre, au profit du premier.

#### Champion Universel de la WWE (2020)
Le 4 avril à WrestleMania 36, il devient le nouveau champion Universel de la WWE en battant Goldberg, remportant le titre pour la première fois de sa carrière, ayant remplacé Roman Reigns (celui-ci se retirant de son match à cause de la pandémie de covid-19). Le 10 mai à Money in the Bank, il conserve son titre en battant Bray Wyatt[réf. nécessaire]. Le 14 juin à Backlash, il conserve son titre en battant John Morrison et The Miz dans un 2-on-1 Handicap Match[réf. nécessaire].
Le 19 juillet à Extreme Rules, il perd face à Bray Wyatt dans un Wyatt Swamp Fight. Le 14 août à SmackDown, il refait son apparition avec un nouveau look et effectue un Tweener Turn en attaquant Alexa Bliss qui tentait vainement de le raisonner, "sauvée" par The Fiend Bray Wyatt[réf. nécessaire]. Le 23 août à SummerSlam, il perd face à The Fiend Bray Wyatt dans un Falls Count Anywhere Match, ne conservant pas son titre. Après le combat, son adversaire et lui se font tous deux attaquer par Roman Reigns, qui fait un retour surprise en leur portant un Spear à chacun. Le 30 août à Payback, il ne remporte pas le titre Universel de la WWE, battu par Roman Reigns dans un No Holds Barred Triple Threat Match, qui inclut également The Fiend Bray Wyatt[réf. nécessaire].

#### Draft àRaw, rivalité avec Shane McMahon et renvoi (2020-2021)
Le 12 octobre à Raw, lors du Draft, il est annoncé être officiellement transféré au show rouge par Stephanie McMahon[réf. nécessaire]. Le 22 novembre aux Survivor Series, l'équipe Raw (AJ Styles, Sheamus, Riddle, Keith Lee et lui) bat l'équipe SmackDown (Kevin Owens, Jey Uso, King Corbin, Seth Rollins et Otis) dans un 5-on-5 Traditional Man's Survivor Series Elimination Match. Blessé au genou lors des Survivor Series, il doit s'absenter pour une durée indéterminée.
Le 29 janvier 2021 à SmackDown, il fait son retour, après deux mois d'absence, en attaquant AJ Styles, Cesaro et Sami Zayn[réf. nécessaire]. Le 31 janvier au Royal Rumble, il entre dans le Royal Rumble masculin en dernière position, élimine AJ Styles, Sheamus et Cesaro, avant d'être lui-même éliminé par le futur gagnant, Edge[réf. nécessaire]. Le 21 mars à Fastlane, il bat Elias, remplaçant de Shane McMahon, blessé.
Le 10 avril à WrestleMania 37, il bat Shane McMahon dans un Steel Cage Match[réf. nécessaire]. Le 16 mai à WrestleMania Backlash, il ne remporte pas le titre de la WWE, battu par Bobby Lashley dans un Triple Threat Match, qui inclut également Drew McIntyre. Le 2 juin, la WWE annonce son renvoi, ainsi que celui d'Aleister Black, de Murphy, de Lana, de Ruby Riott et de Santana Garrett.

### Control Your Narrative (2021-2022)
Le 2 octobre 2021 à Free The Narrative II : The Monster In Us All, il bat EC3 dans un match cinématique.

### Ring of Honor (2021)
Le 11 décembre 2021 à Final Battle, il fait ses débuts à la Ring of Honor, accompagné de Fodder et Westin Blake, en venant en aide à EC3. Les quatre hommes forment un clan appelé Control The Narrative, puis attaquent Brian Johnson, Dak Draper et Eli Isom.

### Retour à la World Wrestling Entertainment (2022-2025)

#### Diverses rivalités, alliance avec Ricochet et blessure (2022-2023)
Le 5 septembre 2022 à Raw, il fait son retour à la World Wrestling Entertainment, après un an et 4 mois d'absence, interrompt le Fatal 4-Way Tag Team match entre Alpha Academy, le New Day, les Street Profits et Los Lotharios, car il attaque les quatre équipes.
Le 5 novembre à Crown Jewel, il bat Omos.
Le 27 janvier 2023 à SmackDown, il forme officiellement une alliance avec Ricochet. Les deux hommes remplacent Drew McIntyre et Sheamus, attaqués par les Viking Raiders, et battent Hit Row (Ashante Adonis et Top Dolla) en demi-finale du tournoi qui désignera les futurs aspirants no 1 aux titres par équipes de SmackDown. Le lendemain au Royal Rumble, il entre dans le Men's Royal Rumble match en 27e position, élimine le géant nigérian avant d'être lui-même éliminé par le futur gagnant, Cody Rhodes.
Le 1er avril à WrestleMania 39, Ricochet et lui perdent face aux Street Profits dans un Fatal 4-Way Tag Team match qui inclut également les Viking Raiders et Alpha Academy (Chad Gable et Otis). Le 1er mai à Raw, lors du Draft, ils sont annoncés être officiellement transférés au show rouge par Road Dogg. Le 2 juin, il souffre d'une arthrodèse cervicale, subit une intervention chirurgicale pour la fusion des vertèbres C4 et C5 de sa nuque et doit s'absenter pour une durée indéterminée.

#### Retour et Draft àSmackDown(2024-2025.)
Le 29 avril 2024 à Raw, il fait son retour de blessure après presque onze mois d'absence, attaque Finn Bálor avec un Chokeslam et fait fuir Logan Paul qui se moquait ouvertement de Jey Uso.
Le 6 octobre, il souffre d'une déchirure de l'aine et va encore devoir s'absenter. Le 13 décembre à SmackDown, il fait son retour de blessure, après 2 mois d'absence, et bat Carmelo Hayes. Le soir même, il est officiellement transféré à SmackDown.
Le 3 mai 2025 il se fait licencier.

## Palmarès

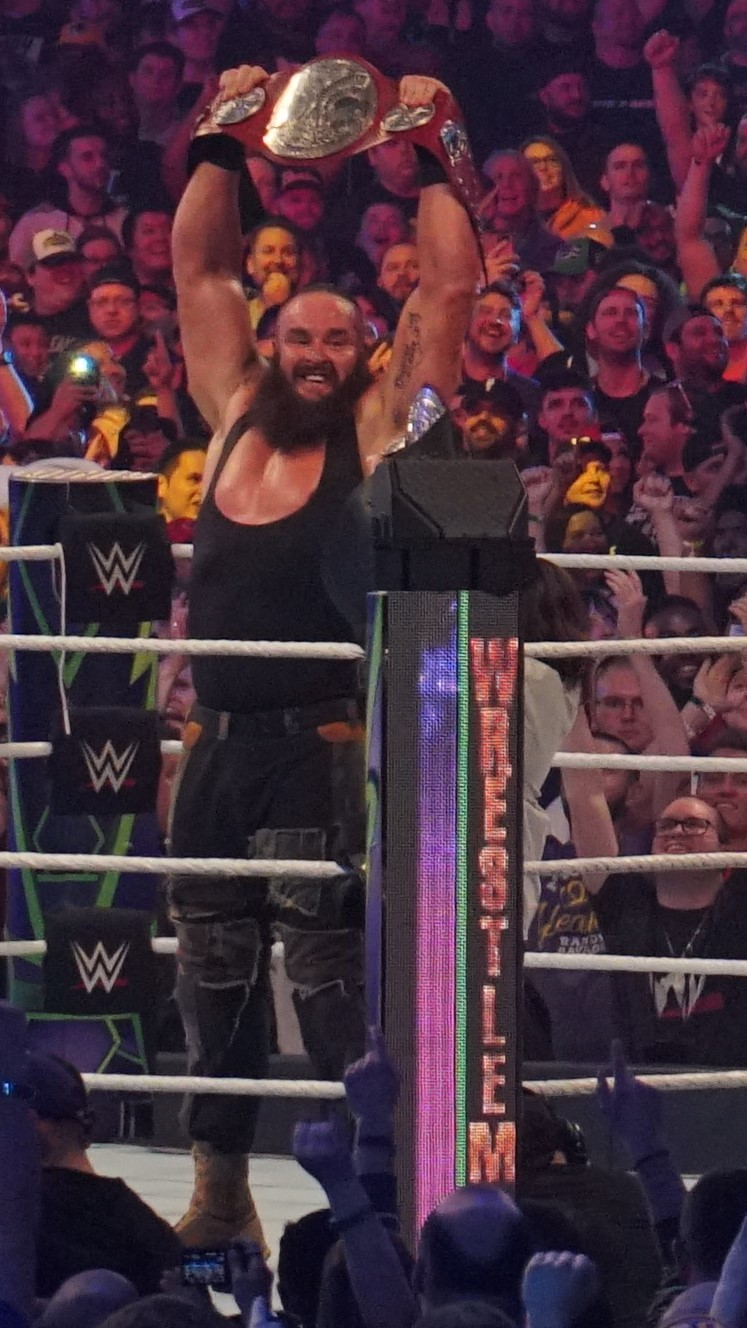
Braun Strowman en tant que champion par équipes de Raw à WrestleMania 34, son premier titre.

- World Wrestling Entertainment
  - 1 fois champion universel
  - 1 fois champion intercontinental
  - 2 fois champion par équipes de Raw - avec Nicholas (1) et Seth Rollins (1)
  - Vainqueur du Greatest Royal Rumble (2018)
  - Mr. Money in the Bank (2018)
  - André The Giant Memorial Trophy (2019)
- WWE Year-End Award:
  - Superstar de l'année (2018)[49]
  - 31e Triple Crown Champion de la WWE

## Récompenses des magazines
- Pro Wrestling Illustrated

| Année | 2016 | 2017 | 2018 | 2019 | 2020 | 2021 |
| ----- | ---- | ---- | ---- | ---- | ---- | ---- |
| Rang  | 163  | 34   | 6    | 27   | 19   | 27   |

## Vie privée
Il est le parrain de Knash Offerman, le fils de Bray Wyatt et JoJo. Depuis le 10 janvier 2022, il est en couple avec la catcheuse Raquel Rodriguez.

## Filmographie
- Three Count (2016) : Strongman
- Holmes & Watson (2018) : Brawn